# IV legislatura de España
La iv legislatura de España (xciii desde las Cortes de Cádiz) comenzó el 21 de noviembre de 1989 cuando, tras la celebración de las elecciones generales, se constituyeron las Cortes Generales, y terminó el 13 de abril de 1993, con la disolución de las mismas. Le precedió la iii legislatura y le sucedió la v legislatura.
El Partido Socialista Obrero Español obtuvo mayoría simple en el Congreso de los Diputados, a un único escaño de la mayoría absoluta. Felipe González fue reinvestido presidente del Gobierno y formó su tercer Gobierno.

## Inicio de la legislatura

### Elecciones generales
Las elecciones tuvieron lugar el 29 de octubre de 1989. En ellas, el PSOE se quedaría a un escaño de revalidar por tercera vez su mayoría absoluta aunque pudo gobernar sin problemas gracias a la ausencia de los diputados de Herri Batasuna durante toda la legislatura. El Partido Popular se presentaba como partido tras su refundación de ese mismo año.

### Investidura
El 5 de diciembre de 1989 se produjo la votación de investidura en el Congreso de los Diputados. El pleno quedó integrado por 332 diputados, en vez de los 350 habituales, debido a la anulación de las elecciones legislativas en las circunscripciones de Murcia, Pontevedra y Melilla. Felipe González logró la mayoría absoluta para ser investido en la primera votación gracias a los votos de PSOE y AIC. González anunció en el debate de investidura que se sometería a una cuestión de confianza cuando el Congreso estuviera completo.
| Candidato       | Fecha                                                       | Voto |     |    |    |    |    |   |   |   |   |   |   |   |   | Total   |
| --------------- | ----------------------------------------------------------- | ---- | --- | -- | -- | -- | -- | - | - | - | - | - | - | - | - | ------- |
| Felipe González | 5 de diciembre de 1989 Mayoría requerida:Absoluta (176/332) | Sí   | 175 |    |    |    |    |   |   |   |   |   |   |   | 1 | 176/332 |
| Felipe González | 5 de diciembre de 1989 Mayoría requerida:Absoluta (176/332) | No   |     | 99 | 18 | 17 | 13 |   |   | 2 | 2 | 2 | 2 |   |   | 155/332 |
| Felipe González | 5 de diciembre de 1989 Mayoría requerida:Absoluta (176/332) | Abs. |     |    |    |    |    | 5 |   |   |   |   |   | 1 |   | 6/332   |
| Felipe González | 5 de diciembre de 1989 Mayoría requerida:Absoluta (176/332) | Aus. |     |    |    |    |    |   | 4 |   |   |   |   |   |   |         |

La resolución de las disputas sobre las elecciones se saldó con la repetición de elecciones en Melilla, la cual dio el escaño de esta ciudad al PP en detrimento del PSOE. El 5 de abril de 1990 Felipe González se sometió a una moción de confianza, la segunda en el período democrático de España, para confirmar su puesto de Presidente del Gobierno.
| Presidente      | Fecha                                        | Voto |     |     |    |    |    |   |   |   |   |   |   |   |   | Total   |
| --------------- | -------------------------------------------- | ---- | --- | --- | -- | -- | -- | - | - | - | - | - | - | - | - | ------- |
| Felipe González | 5 de abril de 1990 Mayoría requerida: Simple | Sí   | 175 |     |    |    |    |   |   |   |   |   |   |   | 1 | 176/350 |
| Felipe González | 5 de abril de 1990 Mayoría requerida: Simple | No   |     | 105 |    | 16 |    |   |   | 2 | 2 | 2 | 2 | 1 |   | 130/350 |
| Felipe González | 5 de abril de 1990 Mayoría requerida: Simple | Abs. |     |     | 18 |    | 14 | 5 |   |   |   |   |   |   |   | 37/350  |
| Felipe González | 5 de abril de 1990 Mayoría requerida: Simple | Aus. |     | 2   |    | 1  |    |   | 4 |   |   |   |   |   |   |         |